# AVR32
AVR32 é um microcontrolador produzido pela Atmel que possui uma arquitetura RISC de 32 bits. A arquitetura do microcontrolador foi projetado por um grupo de profissionais da Universidade Norueguesa de Ciência e Tecnologia no centro de design norueguês da Atmel.
A maioria das instruções são executadas em um único ciclo.
Ele foram construídos sob uma arquitetura diferente do AVR de 8-bit a única semelhança foi que ambos foram concebidos na Noruega, em Trondheim. Apesar disso, algumas das ferramentas de depuração são semelhantes.

## Arquitetura
O AVR32 tem pelo menos duas micro-arquiteturas que são a AVR32A e o AVR32B.
Os núcleos de CPU da 'AVR32A' são para aplicações de baixo custo. Enquanto que os núcleos de CPU 'AVR32B' são projetados para interrupções rápidas. Eles têm registradores dedicados para diversas chamadas. Os núcleos AVR32B também suportam uma máquina virtual Java em hardware

## Placas mãe que usam AVR32
- AT32AP7000 development environment (STK1000)
- AT32AP7000 Network Gateway Kit (NGW100)
- AT32AP7000 board with FPGA, video decoder and Power over Ethernet (Hammerhead)
- AT32AP7000 Indefia Embedded Linux Board with ZigBee support
- All AT32UC3 Series Generic Evaluation platform (STK600)
- AT32UC3A0/1 Series Evaluation Kit (EVK1100)
- AT32UC3A0/1 Series Audio Evaluation Kit (EVK1105)
- AT32UC3A3 Series Evaluation Kit (EVK1104)
- AT32UC3B Series Evaluation Kit (EVK1101)
- AT32UC3B Breadboard module (Copper)
- AT32UC3A1 Breakout/Small Development board (Aery32)